# История Ненецкого автономного округа
История Ненецкого автономного округа охватывает период с палеолита до наших дней и является  частью истории Русского Севера.

## Древнейшая история
Про время прихода первых древних людей на крайний северо-восток европейской части России существует несколько гипотез. По самой распространённой из них, люди появились здесь в эпоху палеолита, ранее 8 тысячелетия до н. э., на что указывают памятники археологии в районе Харуты и Пым-Ва-Шор. В соответствии со второй гипотезой, первобытное население пришло в тундры в эпоху мезолита, примерно в 8—6 тысячелетии до н. э. По последней гипотезе, люди заселили тундры в эпоху неолита, в 5-м — середине 3-го тысячелетия до н. э. Остатки поселений этого периода времени обнаружены в бассейнах рек Колва-вис, Коротаихи и в нижнем течении реки Печора. Предположительно первыми жителями тундры были охотники на северных оленей, пришедшие на север с верховьев Волги. В начале эпохи энеолита арктическая и субарктическая зоны Припечорья были заселены носителями неоэнеолитической чужъяёльской культуры. Леса распространяются вплоть до побережья Баренцева моря.
До нашего времени остались многочисленные стоянки бронзового века (2—1 тысячелетия до н. э.), Судорма и Минина Виска (Малоземельская тундра), Коротаихинские на северо-востоке Ненецкого автономного округа, Нерчей, Войяты, Сандибей, Злобинская и другие стоянки в бассейне реки Колва а также на побережье Баренцева и Карского морей. В эпоху неолита и бронзовом веке, а вероятно и ранее, первобытный человек вышел в Баренцево море и достиг островов. Это подтверждается находками на острове Вайгач. В настоящее время в округе насчитывается несколько сотен стоянок первобытных людей, в том числе более сотни — на нижней Печоре.
В конце бронзового века на территорию Большеземельской и Малоземельской тундр из-за Урала приходят носители коршаковской культуры (4-я четверть 2-го — начало 1-го тысячелетия до н. э.). Её истоки видят в культурах на территории Сибири, для которых характерна сетчатая керамика.  Также в Большеземельской тундре найдены стоянки лебяжской культуры позднего бронзового века (XII—VIII века до н. э.).
В период максимального похолодания во второй половине 1-го тыс. до н. э. происходит отток человеческих коллективов из арктической зоны Припечорья.

## Раннее Средневековье

### Печора (сиртя)
В V—X веках в субарктических широтах северо-востока Европы жили племена охотников на морских зверей и северных оленей, этническая принадлежность которых не установлена. Письменные источники указывают на то, что ещё недавно, в конце XVIII века на всей территории проживания ненцев находились запустевшие, похожие на пещеры, жилища неизвестного народа. Распространена гипотеза, что этот народ пришёл с нижней Оби. Другая гипотеза считает этот народ выходцами с берегов Белого моря, из земель, заселённых протосаамскими и чудскими племенами. Возможно, что они, во второй половине I тысячелетия нашей эры обжили тундры северо-востока Европы и проникли на Ямал. Разговаривали эти люди, вероятно, на древнесаамском языке. В русских летописях XI—XIV веков этот народ называется «печора», а в ненецких легендах — «сиртя», или «сихиртя», это название сохранилось до наших времён в отдельных топонимах: Сиртя-саля (мыс Сирти), Сиртя-яха (река Сирти), река Печора.
В процессе археологических раскопок, выполненных в 1980—1990-х годах, найдены памятники материальной культуры сихиртя, остатки укреплённых поселений (племенных центров): городище в устье реки Гнилки, рядом с Пустозерском, и Ортинское городище в устье реки Печоры. Поселения датируются VI—X вв. н. э. В городищах сохранились развалины деревоземляных оборонительных сооружений, бревенчатых жилищ и хозяйственных построек, украшений и предметов обихода. На реке Гнилка найдено жертвенное место (периода VI—XIII в. или начало XIV в.). Состав находок на реке Гнилке по временному срезу аналогичен святилищу на острове Вайгач. Некоторые святилища на острове Вайгач сохранялись и после XIII столетия, неся следы новой, ненецкой культуры. В настоящее время нет точных ответов, как долго эти племена заселяли субарктические территории и что случилось с ними впоследствии.

### Заселение края ненцами
Нет единого мнения и о появлении на этих территориях предков сегодняшних ненцев. Часть исследователей полагают, что ненцы пришли в тундры северо-востока Европы уже в конце I тысячелетия н. э., другие исследователи считают, что они появились позже, в XII—XIV веках, третьи относят их приход к временам после XIV века.
Насчёт происхождения ненцев и других народов самодийской группы имеется несколько гипотез. Согласно первой (теория Страленберга), предками этих народов являются аборигены субарктического района. В соответствии с другой, самодийские народы вышли из бассейна Волги. По третьей гипотезе (теория Фишера — Кастрена), северные самодийские народы, то есть современные ненцы, энцы, нганасаны и селькупы — потомки самоедских племён Саянского нагорья. По четвёртой гипотезе (теория Г. Н. Прокофьева) предки северных народов — не только самодийские племена Саянского нагорья, но и аборигены Крайнего Севера.
Вероятно, некоторое время аборигены и предки современных ненцев сосуществовали бок о бок. Но скорее всего, аборигенные печорские племена были малочисленными и поэтому не могли противостоять пришельцам. Часть аборигенов погибла, оставшиеся ассимилировались с победителями, забыли свой язык и растворились среди ненцев, принявших отдельные элементы культуры аборигенов.

## Древняя Русь. Печора и Югра
Согласно летописям, русские на северо-восток Европы начали продвигаться в XI веке.
В то же время есть сведения, что славянские племена торговали с югрой и печорой ещё в VI в. Источники IX века указывают на зависимость югры и печоры от киевских князей, летописи упоминают и о постоянных сборах дани. В XI веке новгородские ушкуйники проникли на Нижнепечорье, пройдя Пинежско-Кулойским и Пёзско-Цилемским волоками. I — началом II тысячелетия нашей эры датируется мысовое древнерусское городище Кобылиха, находящееся в районе Городецкого озера в НАО.
К концу XI века Нижнепечорье стало промежуточной базой для новгородцев в освоении ими Югры (территория на Северном Урале и побережье Северного Ледовитого океана от пролива Югорский Шар до устья реки Таз). Местные жители были обложены данью, новгородцы вели с ними торговлю, меняя ножи, топоры и другие изделия из железа на пушнину. В середине XIV века для торговли с Югрой в Новгороде была создана корпорация «Югорщина». Так как Печорский край и Югра находились далеко от Новгорода, а племена местных жителей были расселены на огромной территории, сбор дани осуществлялся нерегулярно и сопровождался столкновениями новгородцев с аборигенами. В летописях есть сведения об истреблении сборщиков дани на Печоре в 1187 году. В XIII—XV веках власть Новгорода над северными землями установилась окончательно, и при перечислении своих земель в договорных грамотах Новгород постоянно именовал Печору и Югру «волостями новгородскими». Дань с местных жителей собиралась уже регулярно.
В XII веке русские поморы, занимаясь морским промыслом, открыли острова Колгуев и Вайгач.

## Пустозерск. Заселение Печорского края русскими и коми

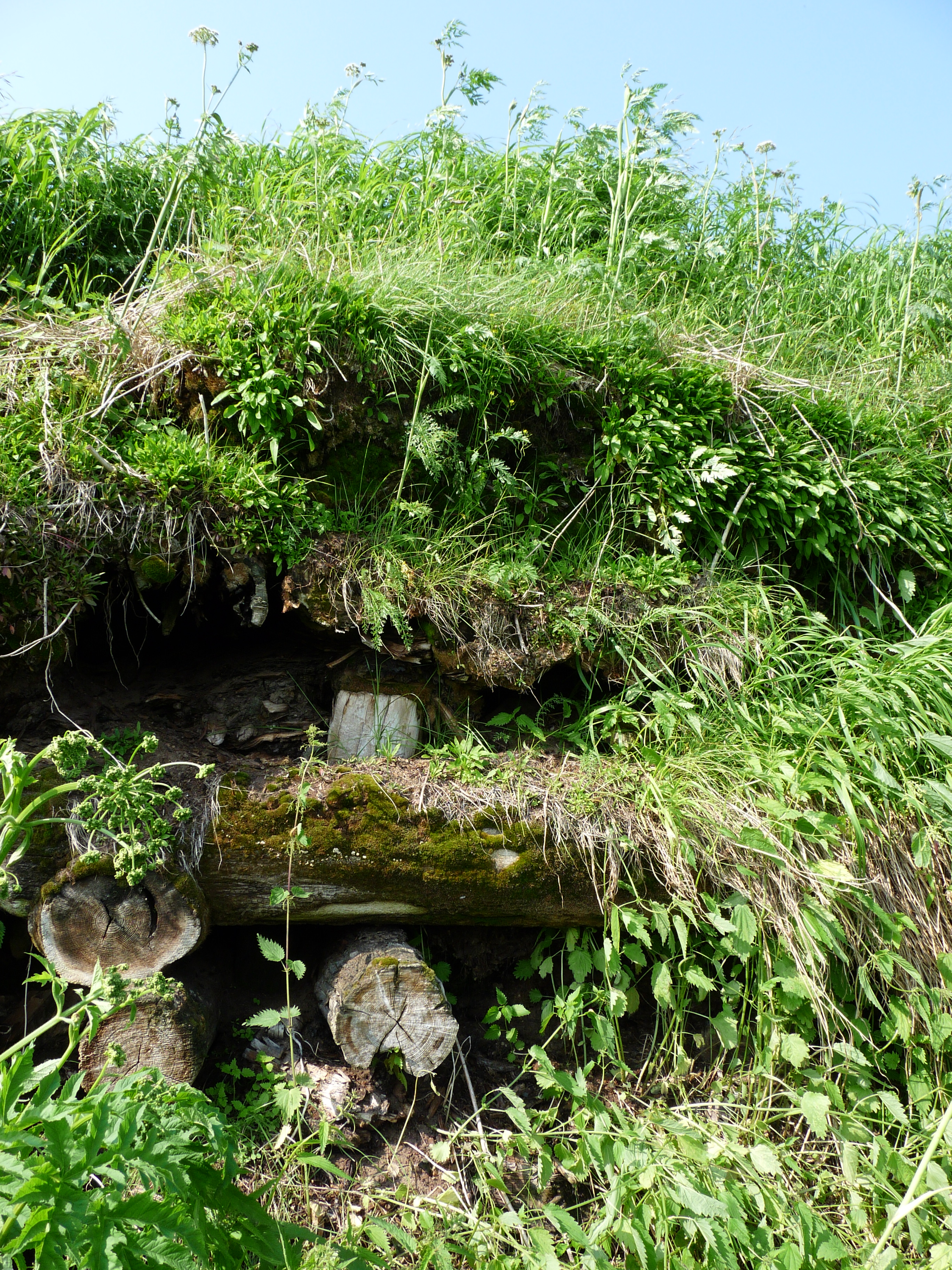
Старый археологический раскоп на месте Пустозерска

### Основание Пустозерска
После поражения Новгорода к Московскому государству перешли и все новгородские владения. Для укрепления власти на новых территориях и развития пушного и морского промыслов, Московским государством были предприняты военные экспедиции в Печору и Югру. Самой значительной была экспедиция 1499—1500 годов под предводительством князя Семёна Курбского, воевод Петра Ушатого и Василия Гаврилова. На Печору прибыл отряд численностью около 5 тысяч человек (устюжан, двинян и вятичан). В 1499 году в одном из рукавов дельты Печоры (ныне Городецкий шар) в 100 км от устья, на берегу Пустого озера, по указу князя Ивана III, был заложен острог Пустозерск — ставший первым русским городом за полярным кругом. Затем отряд двинулся дальше в Югру. На гарнизон Пустозерска была возложена миссия охраны границ Московского государства и Югры и обеспечение сбора дани в виде пушнины.

### Расцвет Пустозерска
В 1502 году была учреждена Пустозерская волость. В 1586 году Пустозерская волость была расширена путём присоединения Усть-Цилемской и Ижемской слободок, отписанных от Вымской волости. В начале XVII в. был образован Пустозерский уезд. В его состав вошли Пустозерская волость, а также Ижемская и Усть-Цилемская волости. Пустозерский уезд простирался от реки Мезень до Урала и от Баренцева моря до реки Вычегды. В Пустозерске к тому времени насчитывалось около 2 тысяч жителей. В городе жили чиновники и военные.
В Пустозерск морским путём приплывали купеческие суда, через город шли сухопутные и морские торговые пути — за Уральские горы в Сибирь, а с XVII века — в «златокипящую» Мангазею, город в устье реки Таз.
Во второй половине XVI века большую известность получили Пустозерские крещенские ярмарки, на которые приезжали промышленные и торговые люди из поморских городов, а также сотни ненцев Европейского, Обского и Енисейского Севера. Самоеды торговали рыбой, пушниной, олениной и дичью, меняли их на хлеб, ткани, изделия из металла, пеньку, коноплю, орудия промысла, хозяйственный и бытовой инвентарь.
На ярмарках происходил сбор ясака. Самоеды выплачивали в казну луковую дань, то есть дань, бравшуюся с одного лука. Пустозерские ненцы платили по два песца со взрослого мужчины, а югорские и другие — по соболю. С конца XVII века луковая дань взималась шкурками белок, горностаев, лосиными и оленьими шкурами и деньгами.

### Заселение Печорского края русскими и коми
Русские и коми расселялись по берегам Печоры, а также на морском побережье. За участие в экспедициях по поискам руды на реку Цильму в 1491—1492 годах, и в военной экспедиции князя Семёна Курбского «в Югру» в 1499—1500 годах Иван III пожаловал им рыбные тони. Так как здесь нет пахотных земель, население занималось рыбной ловлей, охотой, животноводством, промыслом морского зверя и торговлей.
К концу XVI в. русскими и коми были освоены промысловые угодья от Усть-Цильмы до берегов Печорского моря, а на побережье моря — до Варандея. Жители Пустозерска промышляли морского зверя на Шпицбергене (Груманте), и Новой Земле (Матке). Рядом с рыбными тонями возникали временные летние жилые постройки. Временные постройки сменялись постоянными дворами, которые затем стали промысловыми поселениям — жирами. В 1670-х годах вокруг Пустозерска насчитывалась 21 жира, впоследствии они стали самостоятельными населёнными пунктами — Никитцы, Оксино, Голубковка, Бедовое, Куя, Норыгино (Нарыга), Макарово, Мокеево, Великая Виска (Великовисочное), Лабоская (Лабожское) и другие. По действовавшим тогда законам местные жители сдавали в казну каждую десятую сёмгу и каждый десятый моржовый клык, а также платили налоги с дворов, с рыбных тоней, охотничьих и сенокосных угодий.
Главным занятием ненцев-кочевников было оленеводство, а оседлых русских и коми — рыболовство, охота и морской промысел. Несколько столетий происходило взаимопроникновение разных жизненных укладов, материальной и духовной культуры. Постепенно на землях Печорского края сложилось гуманитарное сообщество, члены которого, храня национальные традиции, перенимали у соседей навыки и обычаи, что в большой степени способствовало их выживанию в суровых северных условиях.

### Упадок Пустозерска
После Ливонской войны (1558—1583 годов) Московское государство потеряло всё побережье Балтийского моря, и внешняя торговля могла осуществляться только через северные моря. Указом Ивана IV были установлены льготы для торговли, которыми стали пользоваться английские и датские купцы. В конце XVI — начале XVII веков на Печоре и в Сибири они стали устанавливать прямые торговые связи с местными жителями, минуя русские порты на Белом море и Пустозерск. Появилась действительная опасность для государства потерять государственный контроля над пушной торговлей на Севере, доходы от которой составляли треть доходов казны. В августе 1620 года царь Михаил Фёдорович своим указом запретил все торговые сношения жителей Севера и Сибири с иностранными купцами и закрыл морской путь в Сибирь. Торговля с иностранцами разрешались только в Архангельске. Фактории заморских купцов в других поморских городах и Пустозерске закрылись. Маршрут, предвосхитивший в дальнейшем появление Северного морского пути, на долгое время оказался заброшенным. Это отрицательным образом сказалось на развитии Печорского края. Уменьшение доходов от торговой и промысловой деятельности ухудшило экономическое состояние города, что привело к снижению численности населения в Пустозерске. В 1611 году в нём было больше 200 дворов, а в 1649 году — 36 посадских и 2 вдовьих двора. Через четверть века после выхода царского указа в Пустозерске осталось только 19 % населения.
В конце XVI века, после покорения Казанского ханства, открылись новые, более удобные пути за Урал, и в 1704 г. указом Петра I было запрещено ездить в Сибирь древним сухопутным (Чрезкаменным) путём через Уральские горы. Пустозерск перестал являться стратегическим опорным пунктом на торговых путях Русского государства, а Печорский край оказался в стороне от больших торговых дорог. Протоку Городецкий шар начало постепенно затягивать песком, она обмелела, что затруднило подходы к городу по воде. Перенос международной торговли в 1722 году из Архангельска в Санкт-Петербург в ещё большей отрицательной степени повлиял на экономическое развитие Печорского края и всего Русского Севера.
Экономику Пустозерска в XVII—XVIII веках подорвали также набеги «харючи» — воинственных зауральских ненцев. Харючи разрушали промысловые избы, угоняли оленей, захватывали запасы и «государеву казну», поджигали Пустозерск.
В 1762 году по указу Екатерины II была разобрана окончательно обветшавшая пустозерская крепость, брёвна от которой приказано было «употребить на топление». В 1780 году Пустозерский уезд был упразднён, а его территория вошли в состав Мезенского уезда, Пустозерск стал центром Пустозерской волости; в Мезень из Пустозерска была переведена воеводская канцелярия и воинский гарнизон.
В 1924 году Пустозерск теряет статус города, а в 1928 году перестаёт быть и центром сельсовета, утратив последние административные функции. На 1 января 1928 года в нём было 24 жилых дома и 183 жителя, в 1950 году — лишь 12 жилых домов. Пустозерск был окончательно покинут в 1962 году.

### Пустозерск как место ссылки, заключения и казней

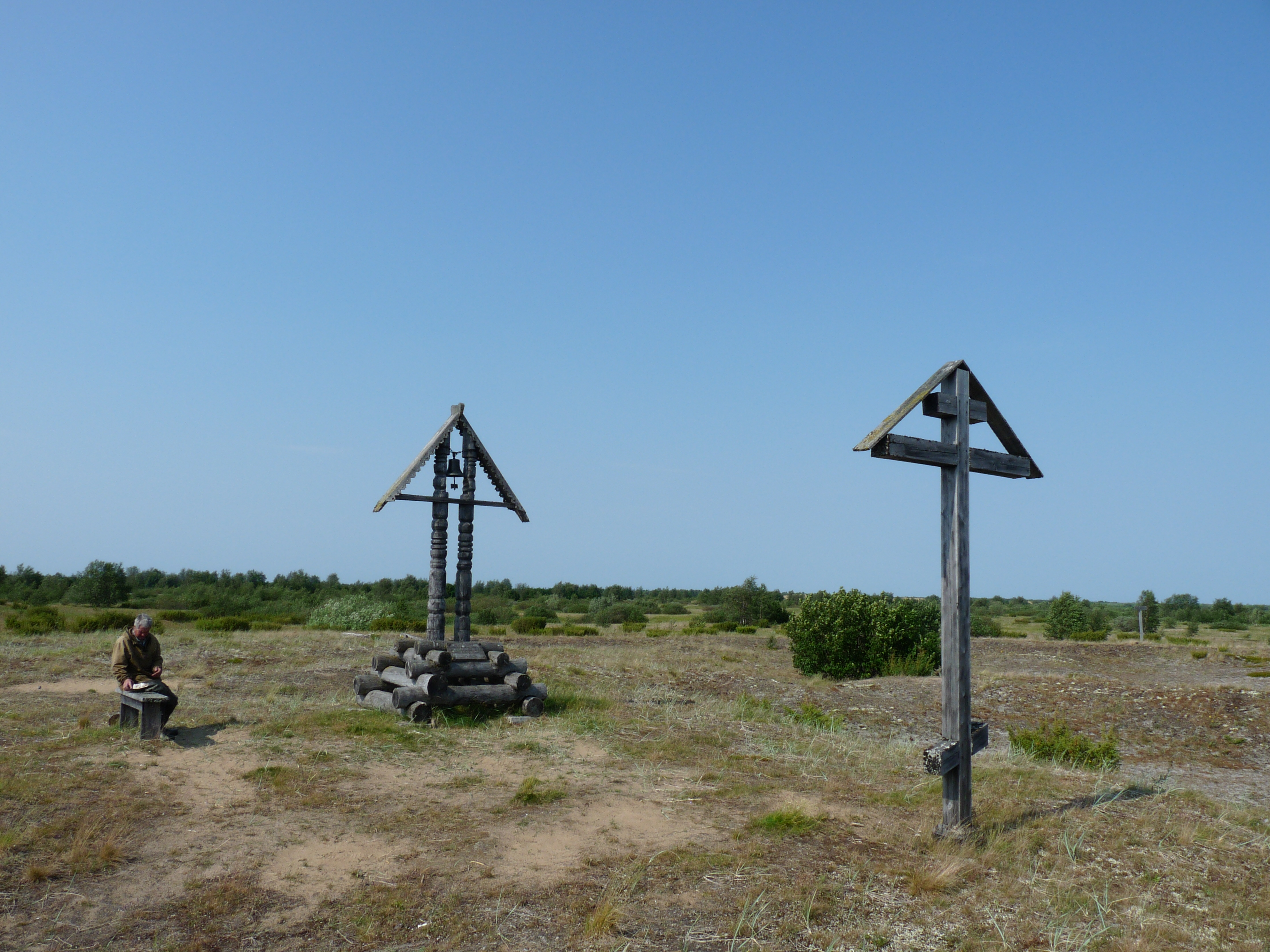
На предполагаемом месте сожжения протопопа Аввакума установлен старообрядческий крест

Со второй половины XVII в. отдалённый Пустозерск стал местом ссылки государственных преступников. В 1667 году в Пустозерский острог был сослан протопоп Аввакум Петров, глава старообрядчества и идеолог раскола в православной церкви, писатель. Здесь он написал своё «Житие». Аввакум Петров казнён 14 апреля 1682 года в Пустозерске вместе со священником Лазарем, дьяконом Фёдором и иноком Епифанием путём сожжения в срубе. Несколько лет в пустозерской ссылке находился известный дипломат и культурный деятель XVII века боярин Артамон Матвеев со своим сыном — Андреем Матвеевым, будущим сподвижником Петра I. Здесь же на мысе Виселичный на Городецком озере казнили ненцев-харючи, совершавших набеги на крепость.

## Печорский край и Мезенский уезд в XVIII—XIX веках и начале XX века

### Заселение Канинской тундры
Русские начали колонизировать Канинскую тундру в XVIII веке. Новыми жителями этой земли стали спасавшиеся от преследований официальной церкви старообрядцы, а также переселенцы с Мезенского Севера. Возникли новые поселения — Снопа, Несь, Мгла. В 1708 году был образован Мезенский уезд. Так же как и в Пустозерской волости, местные жители рыбачили, охотились на морского зверя, добывали пушнину, разводили коров, лошадей и овец, а также занимались огородничеством.

### Коммерческое оленеводство
В XVIII—XIX веках активно развивалось оленеводство, которым ранее занимались только ненцы. В стадах оленей у ненцев обычно насчитывалось не более ста голов, а само оленеводство имело преимущественно транспортное значение. Коми-ижемцы, активно занялись оленеводством со второй половины XVIII века и вскоре придали делу коммерческий характер. Одновременно оленеводы начали делиться на богатых и бедных (малооленных и безоленных, которыми в основном были ненцы). В 1844 году 330 богатых коми-ижемских семей владели 136—148 тысячами оленей Большеземельской тундры, а собственностью 1806 ненецких оленеводов Большеземельской тундры было всего 30 тысяч оленей, более 40 % ненцев вообще были безоленными и работали пастухами у богатых оленеводов.

### Устав об управлении самоедами
В 1835 году был принят «Устав об управлении самоедами, обитающими в Мезенском уезде», по которому самоеды освобождались от рекрутства, могли жить по собственным законам и обычаям, вступать в сельские общества, платить ясак деньгами, имели возможность открывать собственные школы, наниматься на работу. В тундру запрещалось завозить спиртные напитки. Владениями самоедов Архангельской губернии объявлялись Тиманская, Канинская и Болыиеземельская тундры, за отмежеванием определённых в 1840 году участков русских селений. Большая часть пунктов Устава на практике так и не применялись. В 1841 году императорским велением межевание тундр приостановили, а коми-ижемцы и ненцы уравнивались в правах на пользование Большеземельской тундрой. В XIX веке Архангельской губернской администрацией были упразднены царские грамоты на потомственное владение ненцами тундр, выданные начиная с XVI века.
Размеры ясака росли, и с начала XVIII века ненцы с 17 до 60 лет стали платить подушный сбор.

### Обращение ненцев в православие
В 1825 году ненцев-язычников было решено обращать в православие. Особую миссию в тундрах Мезенского уезда возглавил настоятель Антониево-Сийского монастыря архимандрит Вениамин. Миссия имела передвижную церковь с живописными иконами и колоколом. Архимандрит Вениамин составил «Грамматику самоедского языка», «Лексикон самоедского языка», сделал переводы на ненецкий язык Катихизиса и Нового Завета. За пять лет миссии было обращено в христианство около 3,3 тысяч самоедов. В Неси и Верхней Пёше, а также в 4 км от места впадения Колвы в Усу в 1830—1832 годах были построены церкви. Позднее появились церкви в Тельвиске (в 1862 году) и на острове Колгуев (в 1875 году). Свыше десяти часовен было построено на кочевых маршрутах оленеводов. В ходе христианизации уничтожались и разрушались ненецкие языческие святыни и родовые священные места. Несмотря на это, ненецкое население в большинстве продолжало придерживаться собственных языческих верований.

### Крымская война
В годы Крымской войны (1853—1856) возникла угроза входа в устье Печоры англо-французских кораблей. Для обороны края было собрано ополчение под руководством лесничего 14-го Мезенского лесничества ссыльного князя Евсевия Палавандова. Ополчение состояло из 80 добровольцев, крестьян из Усть-Цильмы, Ижмы и Пустозерска. В 1855 году ополченцы возвели сорокаметровые земляные редуты на острове Куйский напротив деревни Куя. На редутах установили 3 пушки, к ним было доставлено триста пушечных ядер. Ополченцы, вооружённые охотничьими ружьями, копьями и топорами, установили два дозорных поста и несли свою службу до конца лета 1856 года, затем угроза нападения миновала.

### Экономика и торговля в XIX — начале XX вв.
Отмена крепостного права и другие буржуазные реформы 1860—1870-х годов не повлекли за собой значительных изменений в Печорском крае, где никогда не существовало помещичье землевладение. Сенокосные угодья и рыбные тони состояли во владении у сельских общин и периодически перераспределялись, так как их продуктивность, особенно у сёмужьих тоней, быстро менялось. Бедные крестьяне сдавали в аренду кулакам и зажиточным сенокосные угодья и тони, получая таким образом средства для уплаты налогов. Зажиточные хозяева-середняки для добычи рыбы и морского зверя всё чаще нанимали работников. Например, весной 1914 года на промыслах в Пустозерской волости по найму работали 493 человека.
С конца XVII века основная роль в снабжении населения края продовольствием, промышленными и прочими товарами принадлежала чердынским купцам.
Дешёвый хлеб и другие грузы из Сибири на Печору в конце XIX века доставлялись по Сибиряковскому тракту, построенному золотопромышленником А. М. Сибиряковым от деревни Усть-Щугор по Щугорскому волоку, через Уральские горы на реку Ляпин. Для Печорского края, часто страдающего от голода, эта дорога стала спасением, благодаря ей цены на хлеб в крае снизились в 1887 году втрое. Кроме того, в казённых магазинах продавали муку, соль, порох и свинец по весьма умеренным ценам.
В конце XIX — начале XX века основными занятиями русского населения оставались рыболовный и зверобойный промысел, охота, а зимой также извоз. Большая часть доходов, около 90 %, приходилась на рыболовство. Продукты животноводства и огородничества использовались для личного потребления. В собственности у крестьянских семей находилось в среднем по 2 коровы, 2—4 овцы. По состоянию на 1914 год в Пустозерской волости насчитывалось 1108 коров, 1810 овец, 876 рабочих лошадей и 13 900 оленей.

### Морское и речное судоходство. Печорская компания
В 1860 году на Печору пришли за лесом первые четыре морских судна. Корабль «Диана», зафрахтованный промышленником В. Н. Латкиным, впервые доставил лес с устья Печоры во французский город Нант. Три корабля потерпели крушение. В 1861 году Латкин и купец М. К. Сидоров зафрахтовали три корабля и доставили лес в Лондон и Бордо.
В 1862 году капитан первого ранга Крузенштерн получил разрешение на вырубку 360 тысяч деревьев в бассейне Печоры. В 1860-е годы В. Н. Латкин в Санкт-Петербурге основал «Печорскую компанию», в которую входили: его брат М. Н. Латкин, П. И. Крузенштерн, генерал-майор П. Н. Волков, датский подданный Газе, отставной поручик И. Нелидов и М. К. Сидоров. С 1860 года по 1876 год в устье Печоры побывало около 130 русских и иностранных кораблей. В 1867 году впервые печорский лиственничный лес был доставлен в Кронштадт.
В 1863 году Печорская компания получила десятилетнюю привилегию на организацию на Печоре речного пароходства. Первый пароход прошёл в навигацию 1864 года.
С 1885 года между Архангельском и устьем Печоры (пристань у деревни Куя) ежегодно выполнялись один-два морских рейса на пароходах, с 1895 года рейсы начали выполняться регулярно.
Позднее Печорская компания обанкротилась.
8 мая 1895 года опубликовано правительственное распоряжение об открытии регулярного движения товаропассажирских пароходов по Печоре от Куи до Щугора. По Печоре начали ходить буксирные пароходы, чердынских купцов Черных и Суслова. В 1897 году губернская администрация и ижемский купец Норицын подписали контракт на содержание речного пароходства на Печоре до 1908 года, который обязывал купца иметь два парохода и производить в навигацию каждого года от 8 до 10 регулярных почтово-пассажирских рейсов от села Усть-Кожва до деревни Куя и обратно.
В 1897 году в Печорской губе был промерен фарватер. Для обеспечения безопасности морского судоходства в 1914 году была открыта полярная станция «Югорский Шар». В 1915 году открыта метеостанция «Канин Нос», а в 1916 году метеостанция «Мыс Конушин». С развитием морского и речного судоходства чердынские купцы потеряли монополию на торговлю с населением Печорского края, а стоимость товаров первой необходимости уменьшились почти в два раза.

### Начало лесопиления на Печоре
В 1892 году на Печоре у деревни Куя появился первый однорамный лесопильный завод, принадлежавший промышленнику А. М. Сибирякову. Однако лесозавод вскоре сгорел. В 1897 году на берегу Городецкого шара напротив деревни Ёкуша был построен лесопильный завод шведского товарищества «Альфред Лидбек и К°». Но через некоторое время этот завод также был уничтожен пожаром.
10 мая 1903 года император Николай II утвердил Устав «Товарищества лесопильного завода „Стелла Поларе“», созданного для развития и содержания предприятия, принадлежавшего фирме «Ульсен, Стампе и Кº», основанной в 1884 году норвежцами Карлом Стампе и Мартином Ульсеном.
В 1906 году на заводе имелось 10 рам шведской фирмы «Боллиндер», 12 разных пильных станков и другое оборудование. Лесозавод представлял собой комплекс из трёх десятков производственных, служебных и жилых зданий. Завод относился к категории крупных промышленных предприятий Архангельской губернии, на нём работали сотни постоянных и сезонных рабочих. Практически вся печорская древесина отправлялась на экспорт.

### Связь
В 1914 году была построена первая воздушная телеграфная линия село Усть-Цильма — Белощелье (лесозавод «Стелла Поларе») — деревня Никитцы, открылись почтово-телеграфные отделения в Пустозерске и деревне Никитцы, а также радиотелеграфные станции на острове Вайгач и полярной станции «Югорский Шар». Появились почтовые отделения при лесозаводе «Стелла Поларе», в сёлах Тельвиска и Великовисочное.

### Здравоохранение и образование
Сложное экономическое положение, отсталость быта, экстремальный климат способствовали развитию всевозможных болезней. Профессиональная медицинская помощь почти отсутствовала, а народная медицина не могла бороться с инфекционными и другими заболеваниями. Уровень детской смертности среди оседлого жителей составлял 70 %, а у кочевого населения превышал эту цифру. Продолжительность жизни была невысокой. До 1885 года в Нижнепечорье не было ни одного врача. В 1914 году всё здравоохранение в Пустозерской волости представляли врач (в селе Великовисочное), фельдшер и акушерка (в селе Тельвиска). В этих же сёлах находились и медицинские пункты. В то же время представителей духовенства насчитывалось 47 человек.
К 1913 году при церковных приходах работали 4 миссионерских школы грамотности, в которых учились всего 17 детей, в том числе дети ненцев. В этом же году в Пустозерской волости работало около 20 различных школ. В Пустозерске, Великовисочном и Лабожском, а также с 1915 года в Нарыге функционировали одноклассные сельские училища Министерства народного просвещения. В сёлах Несь, Тельвиска и Оксино были открыты церковно-приходские школы. При этом доля неграмотных среди русскоязычного населения составляла 87,4 %. Лишь 87,4 % женщин могли читать и писать. Среди ненцев грамотных насчитывалось всего несколько человек.

### Административное деление и население
В 1891 году был учреждён Печорский уезд с центром в Усть-Цильме. Вся территория европейских тундр России в административно-территориальном отношении находилась в границах Мезенского и Печорского уездов Архангельской губернии. В 1896 году в Мезенском уезде была образована Несская волость.
К концу XIX века на территории в современных границах Ненецкого автономного округа насчитывалось около 30 населённых пунктов. В 1897 году в них, а также в тундрах проживало около 5,6 тысячи человек оседлого и кочевого населения. Крупнейшим населённым пунктом было село Великовисочное, в котором проживало более 550 человек.

## Гражданская война в Печорском и Мезенском уездах
Изменения последовавшие после Октябрьской революции 1917 года произошли в Печорском и Мезенском уезде через полгода. Советская власть в Мезенском уезде была провозглашена в марте 1918 года, а Печорском уезде на II уездном съезде Советов в селе Усть-Цильма 14 апреля 1918 года. После съездов были упразднены земские управы. На общих собраниях представителей сельских обществ были избраны Пустозерский и Несский исполкомы Советов. Но после того как в августе 1918 года в Архангельске высадились английские, американские и французские интервенты, исполкомы волостных Советов снова сменились земскими управами. 10 августа 1918 года из Архангельска на Печору прибыл отряд подпоручика Можаева численностью в 12 человек. Можаев разоружил и распустил большевистскую организацию из 69 членов на лесозаводе «Стелла Полларе», арестовал активистов организации и 18 августа возвратился в Архангельск. Одним из арестованных активистов был Г. В. Хатанзейский. В Оксино, Пустозерске, Тельвиске и Андеге были сформированы белогвардейские отряды. Они соединились в деревне Пылемец в единый отряд, насчитывавший около 300 человек, во главе с бывшим унтер-офицером В. К. Михеевым. В конце ноября 1918 года объединённый белогвардейский отряд выдвинулся в Великовисочное, в котором находился присланный из Усть-Цильмы красноармейский отряд под командованием П. Ф. Артеева. В результате короткого боя в Великовисочном погиб один из белогвардейцев, а также шальной пулей был убит подросток. Это единственный на Нижней Печоре случай боевых действий за весь период Гражданской войны. Затем сход крестьян в Великовисочном объявил перемирие между красными и белыми.
В феврале 1919 года в Печорском уезде была развёрнута мобилизация в белую армию. В 1920 году планировалось подвергнуть мобилизации даже кочевое население. Местные жители должны были предоставлять лошадей и оленей для перевозки грузов и продовольствия в Архангельск. 21 февраля 1920 года красные войска заняли Архангельск. Затем белогвардейцы были изгнаны из Печорского и Мезенского уезда. Власть перешла к уездным и волостным Пустозерскому и Несскому революционным комитетам. В апреле и мае на уездных и волостных съездах Советов революционные комитеты передали свои полномочия Советам рабочих, крестьянских и красноармейских депутатов, образовавшим уездные и волостные исполкомы. В Куе, Пустозерске, Оксино и Великовисочном были избраны сельские Советы.

## 1920-е годы

### Экономика
В 1920-х годах население Печорского и Мезенского уезда вместе со всей страной испытывало значительные экономические и материальные трудности, которые усугублялись продразвёрсткой, и налогами (масло-мясо-рыбо-сенными). Строго нормировались поставки хлеба. В этих условиях крестьяне Пустозерской волости сохранили довоенное поголовье лошадей, а численность коров даже увеличилась. Поголовье оленей к середине 1920-х годов сократилось примерно в два раза. Вследствие недостатка снаряжения, орудий лова и плавсредств, несбалансированности цен пришли в упадок охота и рыболовство. Населению оказывалась помощь от государства: снабжение товарами осуществлялось по льготным кредитам и сниженным ценам, повышались закупочные цены на пушнину. В марте 1920 года был национализирован речной флот на Печоре.

### Партийное строительство
В 1920 году были организованы Печорский и Мезенский уездные комитеты РКП(б). В декабре 1920 года была восстановлена партийная ячейка на Лесозаводе № 51. Одновременно партийная ячейка появилась в селе Несь. В 1925 году в ряды РКП(б) были приняты первые ненцы. К 1929 году на территории будущего Ненецкого округа было
7 партийных организаций, общей численностью 111 человек, в том числе 6 ненцев.

### Административное деление
22 августа 1921 года из части Архангельской губернии была образована Автономная область Коми (Зырян), в состав которой вошёл Печорский уезд. Однако вскоре было решено 6 волостей в низовьях Печоры оставить в составе Архангельской губернии. В составе АО Коми (Зырян) осталась лишь восточная часть будущего Ненецкого АО.
Декретом ВЦИК от 9 июня 1924 года в Печорском уезде Архангельской губернии были образованы 3 укрупнённые волости: Пустозерская (к которой была присоединена Ермицкая волость), Тельвисочная (в состав которой вошла территория Большеземельской тундры) и Усть-Цилемская. Центром уезда было село Усть-Цильма. В 1927 году Тельвисочная волость была переименована в Нижне-Печорскую. В 1928 году вышло постановление об административных центрах Канинско-Тиманского района Мезенского уезда и Тельвисочно-Самоедского района Печорского уезда Архангельской губернии.

### Формирование органов власти
В мае 1920 года был образован Пустозерский волостной исполком самоедов Большеземельской тундры. Деятельность исполкома распространялась на кочующих ненцев Малоземельской тундры и северную часть Болышеземельской тундры. С августа 1920 года волисполком располагался в Тельвиске. В декабре 1925 года самоедский съезд создал взамен Пустозерского волисполкома Тельвисочный самоедский райисполком, которому подчинялись Малоземельский кочевой тундровый Совет (с декабря 1926 года) и Большеземельский кочевой тундровый Совет (с апреля 1927 года). В декабре 1924 года в селе Несь был образован Канино-Чёшский ненецкий волисполком, который в 1925—1926 годах был переименован в Канино-Тиманский райисполком с подчинением Мезенскому уездному исполкому. В 1925 году образованы Сявтинский, Егор-Ваньский, Каратайско-Гладский кочевые Советы, которые образовали Большеземельский райисполком. Кочевые Советы передвигались вместе с оленеводами.
В июне 1924 года постановлением ВЦИК и Совнаркома в Архангельске было образовано Управление островами (упразднённое в июле 1935 года) Северного Ледовитого океана, входящими в Архангельскую губернию. (Новая Земля, Колгуев, Вайгач, Сенгейский, Долгий, Матвеев, Зеленец, Моржовец). Два пароходных рейса в год доставляли из Архангельска продовольствие и снаряжение, а также вывозили продукцию с островов. В 1924 году сформированы Новоземельский и Колгуевский островные Советы, а в 1926 году — Вайгачский.

### Кооперация
В 1917 году для обслуживания населения был организован первый на нижней Печоре кооператив «Рыбак». В 1918 году в Нижней Пёше был организован кооператив «Тундра», а в Неси кооператив «Оленевод», затем на востоке Большеземельской тундры появился кооператив «Яран». В 1922 году на Печоре был организован кооператив «Кочевник». К 1929 году образовались также кооперативы «Великовисочный» и «Полярный». К 1930 году в кооперативах состояли практически все европейские ненцы.

### Комитет севера. Социально-экономическое и культурное развитие края
20 июня 1924 года при Президиуме ВЦИК был создан «Комитет содействия народам северных окраин» (Комитет Севера), под председательством П. Г. Смидовича. Комитет был создан по инициативе В. Г. Богораза для поддержки хозяйственно-экономического, социально-политического, административно-судебного и культурно-санитарного развития северных народностей и территорий. 18 ноября 1924 года подобный комитет был создан и при президиуме Архангельского губисполкома (Архангельский комитет Севера), под председательством И. В. Богового, а с 1925 года под председательством Н. Е. Сапрыгина.
Особое место в развитии северных народов отводилось подготовке местных кадров. Десятки ненцев были направлены на учёбу.
В 1925—1927 годах обществом Красного Креста и Наркомздравом РСФСР были организованы медицинские экспедиции и передвижные медпункты для оказания медицинской помощи кочующему населению. К 1924 году на территории будущего округа было открыто 4 стационарных лечебных учреждения
Для ветеринарного обслуживания оленеводства в тундры направлялись передвижные ветеринарные отряды, в Оксино, Нижней Пёше и Неси были созданы стационарные ветеринарные пункты. Государством принимались меры по восстановлению промыслов и охране промысловых угодий, изучению ягельников для выпаса оленей.
В 1929/1930 учебном году в 19 школах насчитывалось более 800 учеников, из них 140 детей обучались в пяти национальных школах-интернатах. Для борьбы с неграмотностью среди взрослого населения в конце 1920-х годов были организованы пункты ликбеза и избы-читальни.
По переписи 1926 года, на территории будущего Ненецкого округа в границах конца 1929 года проживало 12 155 человек, в том числе ненцев — 4868 человек (40 %), коми — 2731 человек (22 %).

## Образование Ненецкого национального округа
15 июля 1929 года было принято решение Президиума ВЦИК о создании Ненецкого округа в составе Северного края. Активное участие в создании округа приняли Пётр Гермогенович Смидович и Николай Евменьевич Сапрыгин. 20 декабря 1929 года Президиум ВЦИК включил в состав Ненецкого округа бывшую Пустозерскую волость за исключением Ермицкого сельского совета. Центром Ненецкого национального округа стало село Тельвиска. В 1930-м году Ненецкий округ переименован в Ненецкий национальный округ.
См. Образование Ненецкого национального округа.

## 1930-е

### Коллективизация, сельское хозяйство, промышленность, транспорт
В 1930 году в округе началась коллективизация. Земельные участки, считавшиеся собственностью богатых оленеводов, передавались колхозам и товариществам. Первоначально созданные для коллективного охотничьего и рыболовного промысла, а также выпаса оленей, товарищества постепенно становились колхозами. Были организованы моторно-рыболовные станции, а в Шойне и Индиге заработали рыбзаводы. Вылов рыбы увеличился с 1,2 тыс. т в 1929 году до 8,6 тыс. т в 1940 году.
Поголовье скота в 1930-х годах значительно выросло и составляло в 1940 году 4,6 тыс. голов крупного рогатого скота, 3,4 тыс. овец и коз, 2,3 тыс. лошадей.
Значительный ущерб сельскому хозяйству округа нанесли репрессии, от которых пострадали сотни крепких хозяйств в деревнях и тундре. Главы многих семей были осуждены, члены семей высланы на спецпоселение в Коми АССР, в Пустозерск и Оксино.
Увеличились объёмы промышленного и жилищного строительства. Производство пиломатериалов на лесозаводе составило 30,7 тыс. м3 в 1929 г. и 51,9 тыс. м3 в 1940 г. В Ёкуше и Пылемце открылись кирпичные заводы, работал Печорский морской торговый порт. В 1935 году в округе появилась своя авиация. Действовали авиатрассы Нарьян-Мар — Нижняя Пёша — Мезень — Архангельск, Нарьян-Мар — Варандей — Амдерма, Нижняя Пёша — Индига, Нарьян-Мар — Хоседа-Хард, Нарьян-Мар — Усть-Цильма, Нарьян-Мар — Тобседа, Нарьян-Мар — Шапкинский оленесовхоз.
Изменилась организационная структура потребительской кооперации, 18 марта 1931 был создан Окринтегралсоюз, переименованный в 1936 году в Ненецкий Окррыболовпотребсоюз. К 1940 году закончилась коллективизация оседлого и кочевого населения, за исключением незначительной части оленеводов на востоке Большеземельской тундры. Возникли новые населённые пункты: Амдерма, Индига, Шойна, Белушье, Нельмин-Нос, Тобседа, Шапкино, Каратайка. 10 октября 1931 года образован рабочий посёлок Нарьян-Мар, который 2 марта 1932 года стал административным центром Ненецкого национального округа, а 10 марта 1935 года был преобразован в город. Нарьян-Мар являлся опорной базой в освоении угольных и нефтяных месторождений Коми АССР, а также в освоении Арктики. В марте 1937 года в Нарьян-Маре совершила остановку экспедиция, следовавшая на самолётах на Северный полюс, чтобы организовать первую в мире полярную дрейфующую станцию Северный полюс-1.
В округе широко применялся труд заключённых. Они занимались добычей флюорита в Амдерме, добывали уголь в Воркутинском угольном бассейне.

### Культура, образование, здравоохранение
В 1931 году в селе Оксино открылся Ненецкий комплексный техникум. В Великовисочном работала школа крестьянской молодёжи, с рыболовецким, оленеводческим и животноводческим отделениями. В 1932 году в Нарьян-Маре организована сельскохозяйственная школа «Совхозуч» по подготовке бригадиров оленеводческих бригад, колхозных счетоводов. В 1940/41 учебном году в округе функционировало 40 школ, в которых обучалось 4,5 тыс. учащихся. При школах были организованы интернаты, где дети оленеводов находились на полном государственном обеспечении.
В 1931 году на научной основе была создана ненецкая письменность, началось издание учебников и художественной литературы на ненецком языке. С 7 ноября 1929 года начала выходить газета «Няръяна вындер» («Красный тундровик»).
В округе появилась сеть клубов и библиотек. Были организованы так называемые передвижные красные чумы. Работали Нарьян-Марский городской драматический театр и Ненецкий краеведческий музей. Количество больниц увеличилось с 4 в 1929 г. до 11 в 1940 году, фельдшерско-акушерских пунктов — с 1 до 19.

## Великая Отечественная война

Нарьян-Мар. Памятник подвигу участников оленно-транспортных батальонов в годы Великой Отечественной войны

Во время войны в округе было призвано и отправлено на фронт 9383 человека. Около трёх тысяч из них погибли. Более 3400 человек награждены медалями «За доблестный труд в Великой Отечественной войне».
Боевые действия на территории округа не велись, в то же время активно работала немецкая авиация: самолёты противника совершили 269 атак и разведывательных полётов в районы, прилегающие к Ненецкому округу. Несколько раз вражеские самолёты появлялись над Нарьян-Маром. Бомбардировкам подвергся посёлок Шойна.
В Белом, Баренцевом и Карском морях действовали немецкие военно-морские силы. 17 августа 1942 года германская подводная лодка U-209, артиллерийским огнём уничтожила караван судов шедших из Хабарово в Нарьян-Мар. Из 328 человек, находившихся на судах уничтоженного каравана, 305 утонули, или погибли в ходе артиллерийского обстрела. (См. Трагедия в Баренцевом море).
На территории округа для нужд Карельского фронта в конце 1941 года и в начале 1942 года было сформировано пять оленно-транспортных эшелонов, общей численностью более 600 человек и более 7000 голов ездовых оленей. Из этих эшелонов, а также эшелонов, прибывших из Лешуконского района Архангельской области и Коми АССР, на Карельском фронте была сформирована 31-я отдельная олене-лыжная бригада (см. Оленно-лыжный батальон).
В 1941 году в Нарьян-Маре был построен сухопутный аэродром протяжённостью 900 м, в 1943 году аэродром был достроен и увеличен до 2000 м. В строительстве принимало участие всё трудоспособное население города. Нарьян-Марский аэродром относился к 772-й авиабазе Беломорской военной флотилии. Самолёты из Нарьян-Мара и Амдермы выполняли разведывательные полёты в Арктике
С первых дней Великой Отечественной войны экономика округа работала по законам военного времени, ускоренно развивалось оленеводство, увеличились вылов рыбы и заготовка пушнины. Поголовье оленей за военные годы в колхозах и совхозах возросло в 1,5 раза и составило более 126 тысяч голов. Пушным промыслом в округе ежегодно занимались около 700 человек. Вылов рыбы в 1944 году составил около 110 тысяч центнеров что в 3,6 раза выше уровня 1940 года. Рыбу перерабатывали на рыбзаводах в округе, на фронт её выпускали мороженой, солёной, сушёной. В 1944 году на Печорском рыбзаводе начался выпуск рыбных консервов, а в 1945 году копчёной рыбы. Печорский лесозавод в конце 1942 года был переименован в судоверфь, и начал выпуск карбасов и судов типа «кавасаки». Продукция вывозилась речным и морским транспортом, в зимний период использовались санные пути. Получили развитие воздушные грузоперевозки. Самолётами вывозили в основном пушнину и рыбу. Осенью 1942 года для нужд фронта было отправлено 114 лошадей.
Завоз в округ продовольствия в годы войны значительно уменьшился и восполнялся за счёт развития собственной продовольственной базы. Судоверфь, порт и другие организации имели свои подсобные хозяйства. Посевные площади картофеля и других овощей увеличились в 2,4 раза.
7 сентября 1944 года жители Ненецкого округа передали лётчикам Беломорской военной флотилии истребитель Як-7Б «Нарьян-Марский судостроитель», построенный на свои деньги. В ходе ведения воздушных боёв Герой Советского Союза капитан Тарасов на этом Як-7Б сбил 12 вражеских самолётов. (См. Памятник Яку-7Б (Нарьян-Мар)).

## Послевоенный советский период

### Сельское хозяйство. Переход кочевого населения на оседлость

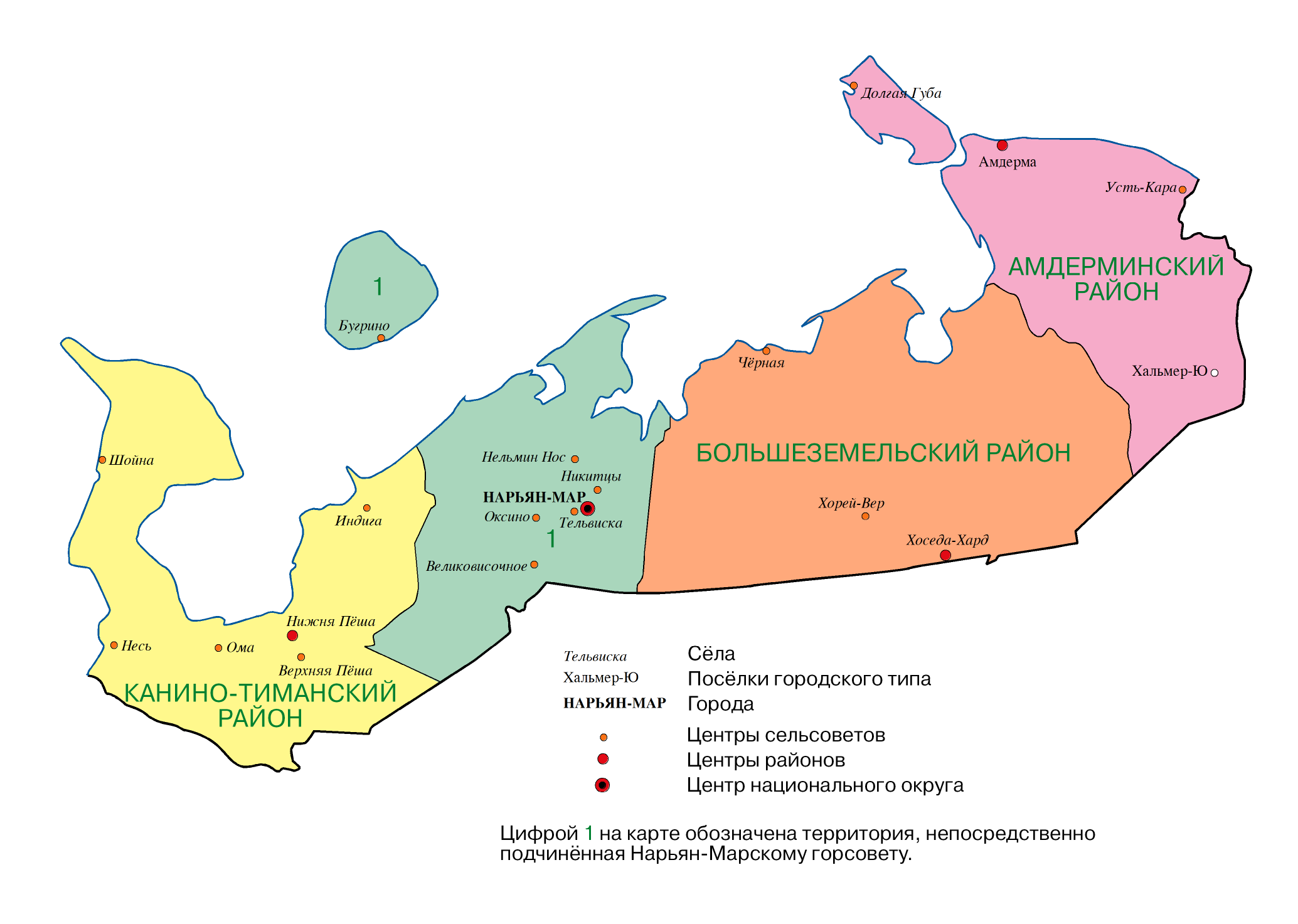
Ненецкий НО в 1957 году

С 1950-х годов кочевое население усиленно переводилось на оседлость, укрупнялись колхозы, жители небольших «неперспективных» населённых пунктов переселялись на центральные базы: Красное, Нельмин-Нос, Харута, Каратайка, Усть-Кара, Хонгурей, Хорей-Вер, Бугрино и другие которые активно развивались. В 1950-х—1970-х годах прекратили существование Красная Печора, Носовая, Юшино, Верхняя Каменка, Просундуй, Три-Бугры, Тобседа, Хоседа-Хард, Шапкино, Голубковка, Сопка, Бедовое, Никитцы и Пустозерск.
К концу 1970-х годов перевод на оседлость завершился: более 1300 семей получили жильё на центральных базах, а хозяйства перешли на сменный выпас оленей.
Оленеводство превратилось в высокорентабельную отрасль по производству мяса. Поголовье оленей составило к концу 1980-х годов около 190 тыс. голов.
Реформы в оленеводстве, перевод населения на оседлость, позволили оленеводам и их семьям приобщиться ко многим благам цивилизации. Но насаждение непривычных ненцам традиций и быта, внедрение новых форм хозяйствования привели к негативным последствиям в области культурной и духовной жизни ненцев, которые начали забывать родной язык.
В 1950—1980-х годах росло поголовье крупного рогатого скота, повышалась его продуктивность. Надой молока от одной коровы к концу 1980-х годов составлял более 3 тыс. кг.
В 1963 году создано межколхозное производственное объединение. Эта объединение облегчило рыболовецким колхозам освоение новых мест прибрежного и озёрного лова рыбы, и позволило улучшить условия работы на рыбоучастках. В начале 1970-х годов некоторые колхозы приобрели морские рыбопромысловые суда и стали заниматься рыболовством за пределами Ненецкого автономного округа.
С начала 1960-х годов наметился спад в пушном промысле. Количество профессиональных охотников с 700—900 человек в 1950-х годах. уменьшилось до 100 в начале 1980-х. Новая отрасль — клеточное звероводство появилась в округе в 1949 году когда были созданы две зверофермы, в 1960-х годах количество ферм увеличилось до 10. Но, ввиду убыточности отрасли к концу 1990-х годов остались только три крупные зверофермы.
К концу 1980-х годов в сельском хозяйстве округа работало около 4 тыс. человек Существовало 8 оленеводческих колхозов и 7 рыболовецких колхозов Архрыбакколхозсоюза, 2 совхоза и опытно-производственное хозяйство Нарьян-Марской сельскохозяйственной опытной станции.

### Промышленность, строительство и связь
В послевоенные годы появились новые отрасли промышленности. В 1957 году в районе реки Хальмер-Ю заработала угольная шахта, были построены цементный завод и завод железобетонных изделий, возникли рабочие посёлки Хальмер-Ю и Цементнозаводский, которые в 1959 году были переданы в состав Коми АССР.
В 1950—1960-х годах осуществлена полная электрификация сельских населённых пунктов округа.
К концу 1980-х годов в округе работали: лесозавод, рыбокомбинат, мясокомбинат, маслозавод, горпромкомбинат (предприятие лёгкой промышленности), типография, хлебозавод, Нарьян-Марская электростанция, комбинат бытового обслуживания. Выпускалось более 40 видов продукции.
В 1967 году создано Нарьян-Марское строительно-монтажное управление Главархангельскстроя. В Нарьян-Маре началось строительство зданий и сооружений из кирпича и сборного железобетона. С начала 1980-х годов в окружном центре начали строить многоэтажные панельные жилые дома. Были также организованы Нарьян-Марское РСУ, Печорская МПМК и Амдерминское СМУ.
В 1950—1960-х годах все населённые пункты округа были радиофицированы. В 1980-х годах более 30 населённых пунктов округа имели внутрипоселковую телефонную связь.
В 1972 году благодаря станции космической связи «Орбита», в Нарьян-Маре и ближайших населённых пунктах началась трансляция телепрограмм. К концу 1980-х годов. с помощью телестанций «Москва» вся территория округа получила возможность принимать телепередачи.

### Транспорт
Два морских порта округа: Нарьян-Марский и Амдерминский укомплектованные погрузочно-разгрузочной техникой и механизмами, буксирным флотом, складскими зданиями и сооружениями, увеличили грузооборот ко второй половине 1980-х гг. до 400 тыс. т в год. Увеличилась продолжительность морской навигации. В районе посёлка Варандей в 1970-х годах впервые в округе применили способ разгрузки морских судов на припайный лёд.
С 1964 года устаревшие колёсные пароходы, на пассажирских маршрутах по Печоре были заменены теплоходами. С конца 1960-х годов на маршрут Печора — Нарьян-Мар —• Печора вышли быстроходные суда «Ракета» на подводных крыльях.
С 1960-х годов. для перевозки грузов автомобильным и гусеничным транспортом в зимнее время начали строить временные дороги — зимники. Самая известная из них — зимник Нарьян-Мар — Усинск. В конце 1980-х годов по этому направлению начали строить грунтовую автомобильную дорогу к посёлку Харьягинский. В то же время построены дороги Усинск — Харьягинский (с твёрдым покрытием) и грунтовая дорога Нарьян-Мар — Красное.
В Нарьян-Маре с 1955 года начались пассажирские перевозки по городским автобусным маршрутам.

В 1946 году в Нарьян-Маре был образован авиаотряд, и было установлено регулярное авиационное сообщение с Архангельском. В 1947 году организована санавиастанция. В 1950-х годах на маршруте Архангельск — Нарьян-Мар начали летать самолёты Ли-2, позднее их сменили Ил-14, а с 1966 года Ан-24.
На местных воздушных линиях с 1952 года появились самолёты Ан-2. С появлением самолётов Ан-2 авиация стала основным видом транспорта в пассажирских и почтовых перевозках. С 1960 в округе стали использоваться вертолёты Ми-4, а с 1968 года Ми-8. Все населённые пункты округа, оленеводческие бригады, рыболовецкие участки, и вахтовые посёлки геологов получили авиасвязь с Нарьян-Маром и между собой.
С середины 1950-х годов для почтовых и пассажирских перевозок перестали использовать гужевой транспорт. Постепенно прекратились и морские пассажирские рейсы по маршруту Архангельск — Нарьян-Мар — Архангельск.

### Геологоразведка. Добыча нефти и газа
Геологоразведочные работы в округе начались во второй половине 1950-х годов, быстрое наращивание геологоразведки с середины 1970-х привели к изменению структуры экономики округа, доля традиционных отраслей в экономике сократилась, а геология превратилась в ведущую отрасль.
В 1966 году на территории Ненецкого национального округа открыто первое промышленное Шапкинское газонефтяное месторождение.
С приходом геологов в округ ускоренное развитие получили строительство, связь, транспорт. Возникли геологические посёлки: Искателей, Факел, Новый Варандей, Харьягинский, Вангурей, Песчанка, микрорайон Хорей-Верской экспедиции в Нарьян-Маре. К началу 1990-х годов было открыто 76 месторождений нефти и газа. По разведанным запасам углеводородов Ненецкий автономный округ стал одним из самых крупных районов в стране.
С началом добычи нефти и газа в нефтегазовый комплекс сменил геологию в качестве главную отрасли экономики. В конце 1970-х годов, природный газ Василковского газоконденсатного месторождения пришёл в Красное и Нарьян-Мар. В конце 1980-х годов начали разрабатывать Харьягинское нефтяное и Песчаноозерское нефтяное месторождения, а в середине 90-х — Ардалинское нефтяное месторождение.
Однако геологоразведочные работы и освоение месторождений нефти и газа привели к выводу из оборота тысяч гектаров оленьих пастбищ, загрязнению рек и озёр, истощению запасов рыбы.

### Культура, образование, здравоохранение
К 1960-м годам была практически полностью ликвидирована неграмотность среди взрослого населения округа. В 1958 году школа «Совхозуч» была преобразована в Ненецкий зооветтехникум, а в 1959 году в Нарьян-Маре открылось профтехучилище. По внеконкурсному приёму, осуществлялась подготовка кадров с высшим образованием из числа коренного населения в ВУЗах страны.
К концу 1980-х годов в 60 детских садах воспитывалось около 5300 детей. В 1950-х годах введено всеобщее семилетнее, в 1960-х — восьмилетнее образование, а в 1970—1980-х годах произошёл переход ко всеобщему среднему образованию.
Обширная сеть лечебно-профилактических учреждений, службы санитарной авиации, скорой помощи, оснащение окружной больницы необходимым диагностическим оборудованием и аппаратурой позволили оказывать населению округа квалифицированную медицинскую помощь.
Численность врачей и среднего медицинского персонала к 1990 г. достигла 550 человек.
Увеличилось число сельских клубов, число стационарных киноустановок составило в 1989 году 55, в том числе 31 широкоэкранных.
Получили известность в округе, и за его пределами Народный ненецкий молодёжный ансамбль песни и танца «Хаяр», народный хор русской песни им. Вячеслава Смирнова, молодёжные ансамбли «Маймбава» (Нельмин-Нос), «Юность Севера» (ПТУ), детский танцевальный ансамбль «Морошки» (Нарьян-Марский ДК).
Книжный фонд в библиотек округа с 1960 по 1989 годы вырос в 2 раза и составил 529 тыс. экземпляров. Тираж газеты «Няръяна вындер» увеличился с 4,3 тысяч экземпляров в 1960 году до 11,9 тысяч экземпляров в 1988 году. Жители округа в конце 80-х гг. выписывали около 100 тысяч экземпляров газет и журналов.
1 апреля 1965 года вышла в эфир первая радиопередача Ненецкой окружной редакции радиовещания.
В округе появились свои поэты, писатели, художники. Большое признание получили произведения художника Семёна Коткина, членов Союза писателей СССР Василия Ледкова, Алексея Пичкова, Прокопия Явтысого, Алексея Коткина.
Развивались торговля и общественное питание, служба быта. К началу 1990-х годов в округе работало более 100 магазинов, в 15 сельских населённых пунктах действовали предприятия общественного питания. В населённых пунктах округа имелась сеть из более 20 комплексно-приёмных пунктов службы быта.
Округ многократно награждался переходящими Красными знамёнами ЦК КПСС, Совета Министров СССР, ВЦСПС и ЦК ВЛКСМ. За достижения в хозяйственном и культурном строительстве округ награждён в 1972 году орденом Дружбы народов, в 1979 оду орденом Трудового Красного Знамени.

## 1990-е
В декабре 1989 года для защиты интересов ненецкого народа была создана ассоциация «Ясавэй». Перестали существовать окружная организация ВЛКСМ и пионерская организация. В 1991 году было приостановлена деятельность окружной организации КПРФ. В январе 1993 года деятельность окружной организации КПРФ была возобновлена, но число коммунистов сократилась к этому времени примерно в 10 раз. В соответствии с Конституцией РФ в 1993 году округ получил статус субъекта Российской Федерации, при территориальном вхождении в Архангельскую область. В 1995 году принят Устав округа.
Экономика округа в 1990-х года, как и Россия в целом, пережила кризис. Со спадом производства, инфляцией, неплатежами, ухудшением социально-экономического положения населения. В 1998 году было полностью остановлено производство на лесозаводе.
Кризис переживали геологоразведка. Прирост запасов нефти снизился с 9,4 до 3,2 млн т в год. С 1994—по 1998 годы не было открыто ни одного нового месторождения. К 1998 г. в 10 раз (к уровню 1990 г.) сократился грузооборот морских портов. Многократно сократились объёмы пассажирских и грузовых авиаперевозок по местным воздушным линиям. Пассажирские рейсы в отдалённые населённые пункты совершались по 1 —2 раза в месяц.
Уменьшились объёмы строительства, с 1992 по 1998 годы не было построено ни одной школы или больницы.
Снизилось производство мяса и молока. Уменьшилось поголовье крупного рогатого скота и оленей. Прекратила существование сеть комплексных приёмных пунктов службы быта и предприятий общественного питания в сельских населённых пунктах. Существовавшая ранее система ведения охотничьего хозяйства из-за отмены госмонополии на пушнину и падения спроса была полностью разрушена.
Ухудшилась демографическая ситуация. Численность населения округа сократилась с 54,8 тыс. до 45,7 тыс. человек, особенно большой отток населения произошёл в Амдерме и Варандее.
Появилась безработица. К концу 1998 г. число безработных составило более 1,9 тыс. человек.
Рост с начала 1990-х годов происходил в сферах дорожного строительства и добычи нефти. Сеть дорог увеличилась с 66,1 до 127,2 км. Не прекращалось строительство автомобильной дороги Нарьян-Мар — Усинск. С 1994 года началась добыча нефти на Ардалинском месторождении совместным предприятием «Полярное сияние».
Увеличение объёмов нефтедобычи позволило стабилизировать, а к концу 1990-х годов увеличить налоговые поступления в окружной бюджет. Несмотря на кризисные явления в экономике страны и округа, в округе своевременно выплачивались пенсии, и практически без задержек — заработная плата бюджетникам.
В начале 1990-х годов открыты Пустозерский историко-природный музей, окружной выставочный зал, этнокультурный центр.
В конце 1990-х годов в Нарьян-Маре открылись филиалы Поморского государственного и Архангельского технического университетов. Новое высокотехнологичное оборудование получила окружная больница.